# 241442 Shandongkexie
241442 Shandongkexie este un asteroid din centura principală de asteroizi.

## Descriere
241442 Shandongkexie este un asteroid din centura principală de asteroizi. A fost descoperit pe 25 decembrie 2008 la Weihai par l'Université Shandong. Asteroidul prezintă o orbită caracterizată de o semiaxă mare de 3,10 ua, o excentricitate de 0,02 și o înclinație de 11,9° în raport cu ecliptica.